# Ismail Khan
Mohammad Ismail Khan (pashtu: محمد اسماعیل خان; Shindand, 1946 circa) è un politico afghano, conosciuto come il Leone di Herat.
È stato ministro dell'energia e dell'acqua dal 2005 al 2013 e prima ancora dal 2001 al 2004 è stato governatore della provincia di Herat.
Originariamente è stato un capitano dell'esercito nazionale, conosciuto come un ex signore della guerra poiché controllava un plotone di mujaheddin, principalmente i suoi compagni tagiki dell'Afghanistan occidentale, durante la guerra sovietico-afghana. È membro del partito politico Jamiat-e Islami ed è stato membro del Partito del Fronte nazionale unito.
È stato catturato durante la caduta di Kabul per l'offensiva talebana del 2021.